# BKK Salvina
Die BKK salvina war eine deutsche gesetzliche Krankenversicherung aus der Gruppe der Betriebskrankenkassen, die am 1. Mai 2009 aus der erst am neu 1. Januar 2007 eingerichteten Betriebskrankenkasse 11880 der Telegate AG hervorgegangen ist. Sie war für Mitglieder in den Bundesländern Mecklenburg-Vorpommern, Brandenburg und im Freistaat Bayern geöffnet. Über 80 % der 1.200 Mitglieder der salvina waren Frauen. Vorstandsvorsitzender war Werner Wedig.
Die BKK salvina trat zum 1. Mai 2009 in den deutschen Markt ein. Der Name salvina bedeutet die kleine Gesunde. Die Krankenkasse hatte es sich zum Ziel gesetzt, die Gesundheitssituation von Frauen zu verbessern. Der Sitz befand sich in Planegg-Martinsried.
Zum 1. Januar 2011 hat die BKK salvina mit der BKK Kassana fusioniert.

## Gesundheitsvorsorge
Wie alle Krankenkassen bot die BKK salvina im Bereich der Gesundheitsvorsorge Pflichtleistungen (nach SGB V) und Satzungsleistungen (über die Pflichtleistungen hinausgehende, in der Kassensatzung verankerte Leistungen) an. Dabei standen Themen und Krankheitsbilder im Vordergrund, die insbesondere bei Frauen verbreitet sind. Die salvina bot zum Beispiel Beratung und Betreuung in der Familienplanung, Gynäkologie, Onkologie oder auch bei Essstörungen und Osteoporose.